# Jean-Baptiste Kléber
Jean-Baptiste Kléber (Strasburgo, 6 marzo 1753 – Il Cairo, 14 giugno 1800) è stato un generale francese.

## Biografia
Arruolatosi allo scoppio della rivoluzione nell'esercito rivoluzionario (era già stato ufficiale nelle truppe del re), combatté in Vandea ove sconfisse, insieme al generale Marceau, i ribelli a Cholet il 17 febbraio 1793, passò quindi all'Armata del Nord. Pose l'assedio a Maastricht il 17 settembre 1794 e a Magonza il 14 dicembre dello stesso anno. Il 4 giugno 1796 sconfisse gli austriaci ad Altenkirchen, presso Coblenza, il 16 luglio dello stesso anno prese Francoforte.
Due anni dopo prese parte alla campagna d'Egitto, conquistò Alessandria d'assalto con il generale Menou il 2 luglio 1798, rimediando una ferita alla testa che lo costrinse a fermarsi nella città al comando di una guarnigione francese di circa 5000 uomini. Partecipò poi alla campagna di Siria, durante la quale prese parte all'assedio di al-Arish nel gennaio 1799, sconfisse i turchi del pascià di Damasco alla battaglia del monte Tabor il 16 aprile 1799. Il 17 agosto dello stesso anno fu nominato da Napoleone, in partenza per rientrare in Francia, governatore dell'Egitto e comandante dell'Armata d'Oriente.
Sconfisse poi i turchi nella battaglia di Héliopolis, e successivamente domò una rivolta al Cairo, ma fu assassinato da un sicario, uno studente di scienze islamiche originario di Aleppo, un certo Suleiman al-Halabi, il 14 giugno 1800, lo stesso giorno in cui il suo grande amico, il generale Desaix, veniva ucciso a Marengo. Lo sostituì nel comando il generale Menou.
La sua salma venne trasportata e inumata a Marsiglia, nel Castello d'If, per ordine di Napoleone. Da lì fu poi traslata nel 1818, per disposizione di Luigi XVIII, a Strasburgo, sua città natale.
Il suo nome è inciso sotto l'Arco di Trionfo di Parigi sul pilastro sud alla colonna 23.